# Koziołek (województwo łódzkie)
Koziołek – osada leśna w Polsce położona w województwie łódzkim, w powiecie wieruszowskim, w gminie Bolesławiec.
Nazwa miejscowości została zniesiona z 01.01.2022 r.
W latach 1975–1998 miejscowość należała administracyjnie do województwa kaliskiego.

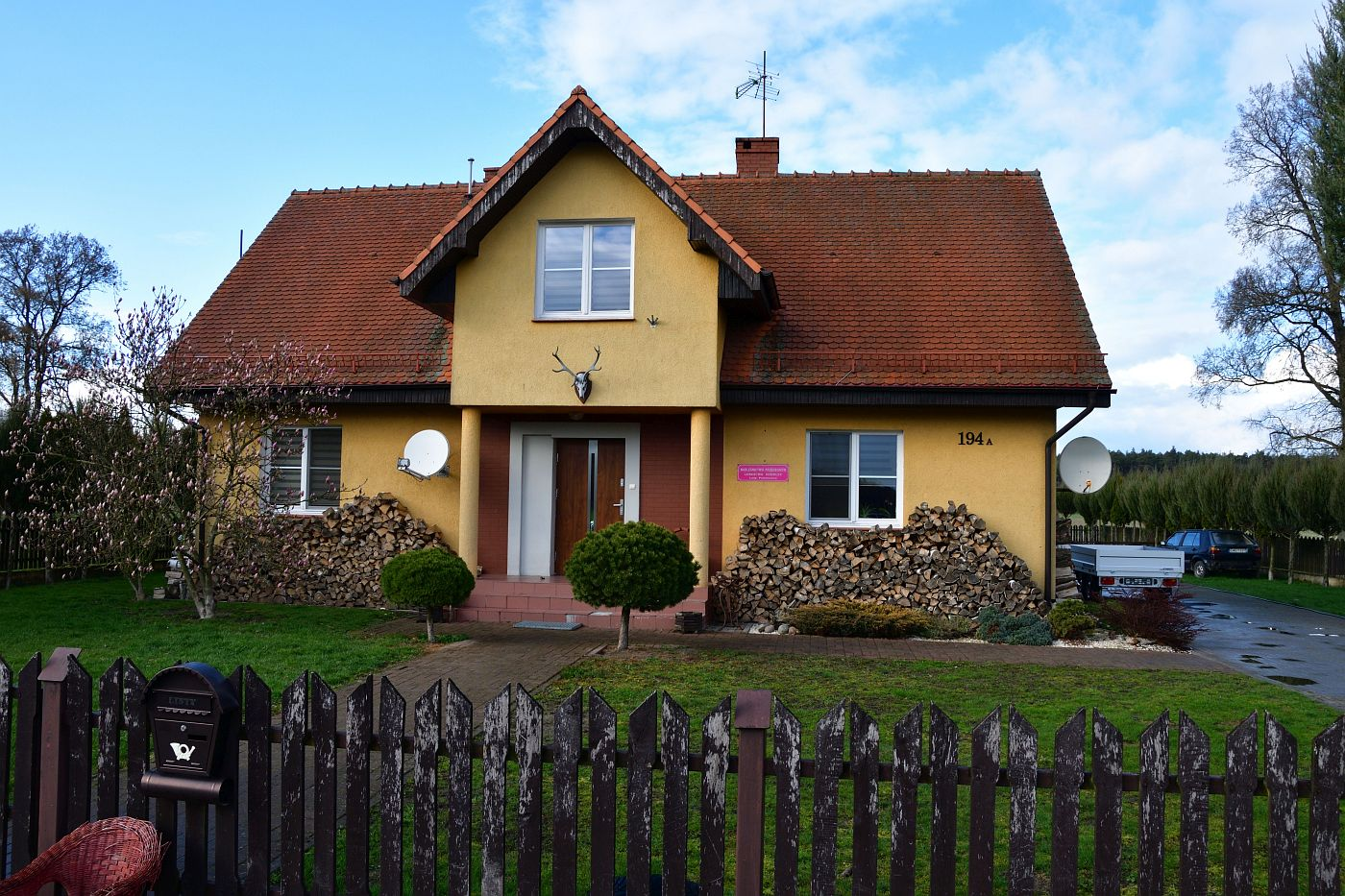
Koziołek, leśniczówka, 03. 2024